# Ling Liong Sik
Tun Ling Liong Sik (zjednodušená čínština: 林良实; tradiční čínština: 林良實; pinyin: Lín Liángshí; nar. 18. září 1943 Kuala Kangsar) je malajsijský politik. Působil jako ministr dopravy Malajsie od roku 1986 do roku 2003 a také sloužil jako předseda Malajská čínská asociace (MCA).
Dne 4. února 1988 byl Ling Liong Sik jmenován dočasným premiérem Malajsie až do 16. února téhož roku.
Dne 27. října 2015 podal malajský premiér Najib Razak žalobu na Ling Liong Sik za pomluvu. Ve stížnosti tvrdil, že Ling Liong Sik publikoval pomlouvačné poznámky, které ho obviňovaly z účasti na skandálu 1MDB 3. října téhož roku a zveřejnil je na zpravodajském webu. Dne 22. května 2018 Najib žalobu stáhl a souhlasil se zaplacením poplatku 25 000 RM.
Je také jedním z nejvlivnějších čínských politiků v současné Malajsii.

## Soukromý život
Je ženatý s Ong Ee Nah a má dva syny: Ling Hee Leong a Ling Hee Keat.